# Cemre Gümeli
Cemre Gümeli (* 24. September 1993 in Istanbul) ist eine türkische Schauspielerin.

## Leben und Karriere
Gümeli wurde am 24. September 1993 in Istanbul geboren. Danach studierte sie an der İstanbul Bilgi Üniversitesi. Ihr Debüt gab sie 2011 in dem Film Game of Hera. Anschließend spielte sie in dem Theaterstück A Midsummer Night's Dream mit. Später trat sie in dem Stück Richard III. auf. 2016 bekam sie eine Rolle in der Fernsehserie Tatlı İntikam.
Außerdem wurde sie 2018 für die Serie Servet gecastet. Von 2018 bis 2019 spielte sie in Elimi birakma mit. Zwischen 2019 und 2020 war sie in Puma zu sehen.
Gümeli bekam 2020 in Bay Yanlış die Hauptrolle. 2021 spielte sie in der Serie Barbaroslar: Akdeniz'in Kilici die Hauptrolle.

## Theater
- 2015: A Midsummer Night's Dream
- 2017–2019: Richard III

## Filmografie
Filme
- 2011: Game of Hera

Serien
- 2016: Tatlı İntikam
- 2018: Servet
- 2018–2019: Elimi birakma
- 2019–2020: Puma
- 2020: Bay Yanlış
- 2021–2022: Barbaroslar: Akdeniz'in Kilici